# 南京市长江路小学

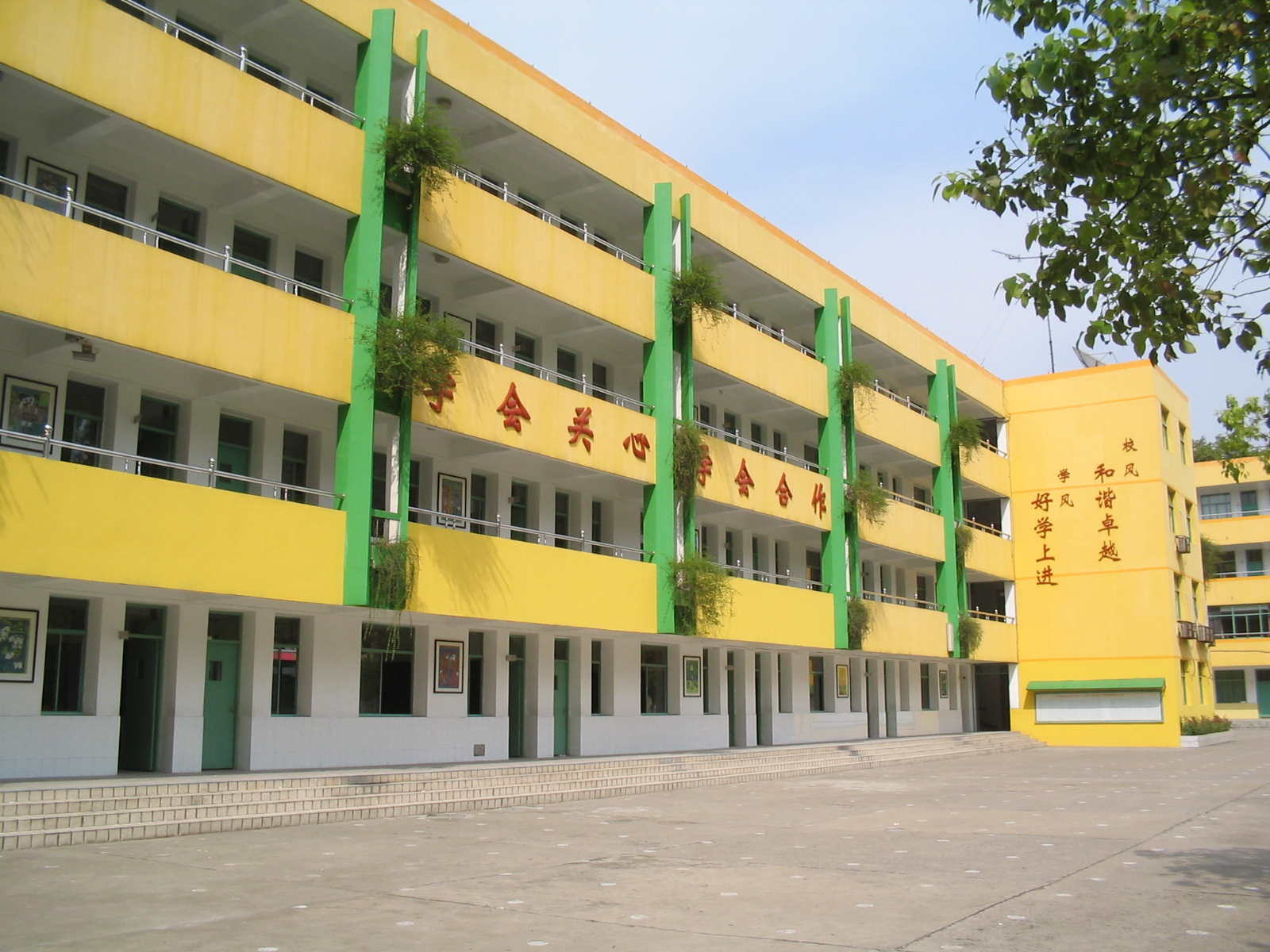
长江路小学教学楼

南京市长江路小学，简称长小，创立于1939年，是江苏省首批实验小学、全国现代教育技术实验学校、教育部信息化试点学校、全国群众体育先进集体、国家级体育传统项目学校、全国红旗大队。校址位于南京市玄武区长江路260号。

## 历史沿革

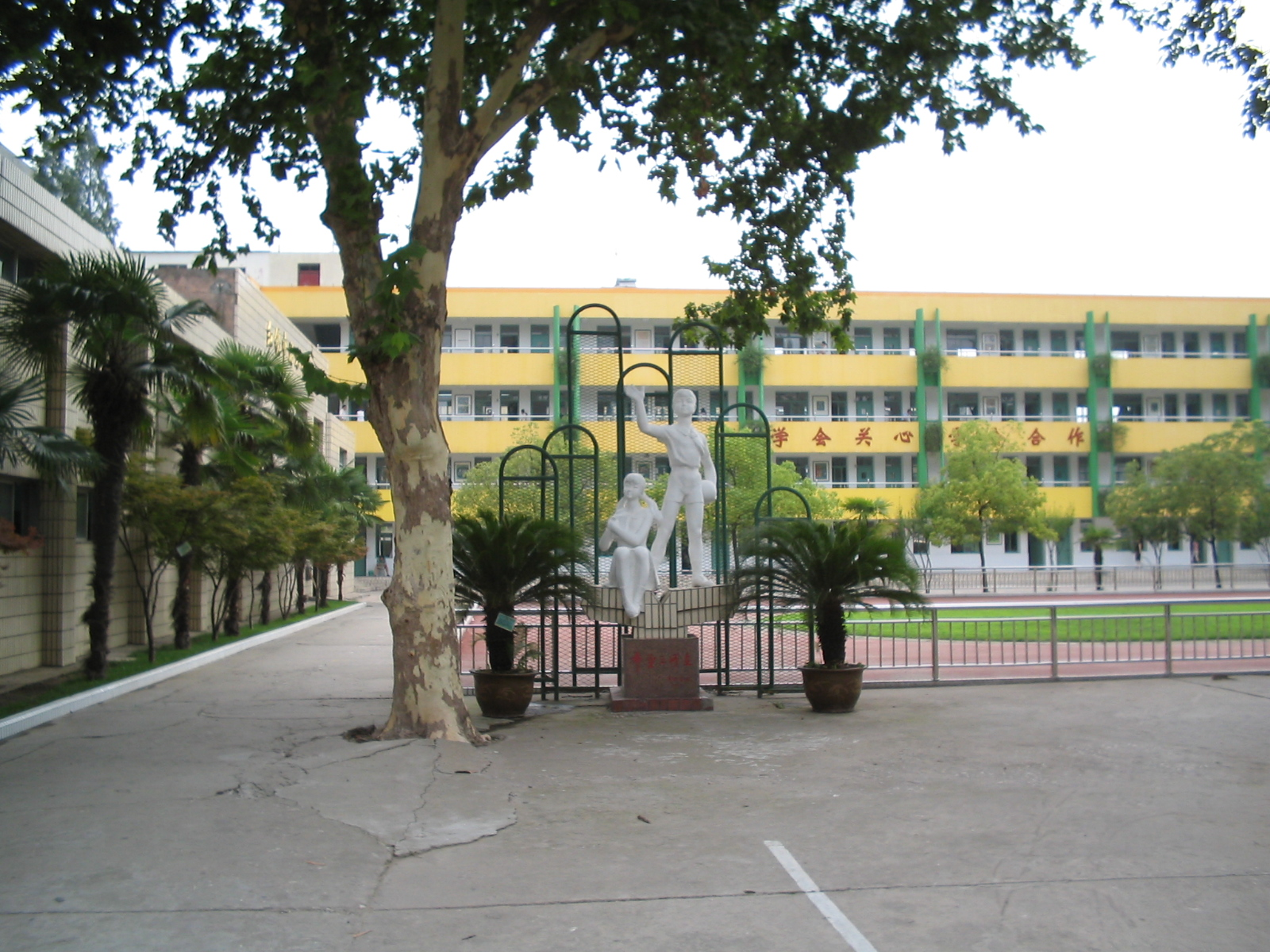
长江路小学

## 历史沿革[1]

### 国民政府时期（含日伪时期）
- 1939年创建，原名类思小学，由美国教会资助设立，属私立小学。
- 1948年10月，更名为新生小学，旨在办学需有新目标，培养学生成为顽强不息的新主人。
- 1949年4月23日，解放军攻克南京，新生小学被中国共产党政权接管。

### 中华人民共和国时期
- 1955年，改为公立小学。因学校位于长江路上，更名为长江路小学。
- 1958年，被江苏省教育厅确立为省级重点小学，学制为5年。
- 1984年，由南京市教育局推荐，江苏省教育厅批准，成为江苏省大改试点学校，和南京九中一起完成了为期10年的“五四学制一条龙”学制改革试点。
- 1996年12月，被江苏省教育厅命名为省实验小学。[來源請求]
- 2002年8月，由于玄武区教育布局调整，原邓府巷小学并入长江路小学。

## 相关内容
- 长江路小学被评为国家级体育传统项目学校 （页面存档备份，存于）
- 玄武区志 第四章 小学教育 p671-672
- 南京长江路小学趣味运动会玩的全是原创游戏 （页面存档备份，存于）
- 南京市长江路小学校园网站 （页面存档备份，存于）

1. 1 2  . 南京市长江路小学校园网站. 2017-11-09  [2023-08-02]. （原始内容存档于2020-01-10）.